# أحمد ساسي
أحمد ساسي (24 سبتمبر 1993 تونس تونس - ) هو لاعب كرة قدم تونسي يلعب كلاعب وسط.

## روابط خارجية
- أحمد ساسي على موقع قاعدة بيانات كرة القدم.إي يو (الإنجليزية)
- أحمد ساسي على موقع بيانات كرة القدم. دي إي (الألمانية)
- أحمد ساسي على موقع عالم كرة القدم.نت (الإنجليزية)
- أحمد ساسي على موقع AS.com (الإسبانية)